# Rouy
Rouy település Franciaországban, Nièvre megyében. Lakosainak száma 646 fő (2022. január 1.). Rouy Saint-Saulge, Alluy, Billy-Chevannes, Frasnay-Reugny, Montapas, Saxi-Bourdon és Tintury községekkel határos.

## Népesség
A település népessége az elmúlt években az alábbi módon változott:
| Lakosok száma | 616  | 609  | 620  | 613  | 621  | 630  | 637  | 638  | 646  |
|               | 2013 | 2015 | 2016 | 2017 | 2018 | 2019 | 2020 | 2021 | 2022 |